# Журбиз
Журбиз (на френски: Jurbise) е селище в Югозападна Белгия, окръг Монс на провинция Ено. Населението му е около 9600 души (2006).